# Natalja Borissowna Gorelowa
Natalja Borissowna Gorelowa (russisch Наталья Борисовна Горелова, geb. Saizewa; * 18. April 1973 in Moskau) ist eine ehemalige russische Mittelstreckenläuferin.
Bei den Leichtathletik-Weltmeisterschaften 1999 in Sevilla belegte sie in persönlicher Bestleistung von 1:57,90 min den sechsten Rang im 800-Meter-Lauf, nachdem sie wenige Monate zuvor bei den Hallenweltmeisterschaften in Maebashi über dieselbe Distanz noch in der Vorrunde ausgeschieden war.
Ab 2000 konzentrierte sich Gorelowa zunehmend auf den 1500-Meter-Lauf. Bei den Olympischen Spielen in Sydney kam sie auf dieser Strecke nicht über die Vorrunde hinaus. 2001 gewann sie zunächst bei den Hallenweltmeisterschaften in Lissabon in 4:11,74 min die Bronzemedaille. Später in der Saison feierte sie bei den Weltmeisterschaften in Edmonton mit dem Gewinn einer weiteren Bronzemedaille in 4:02,40 min den größten Erfolg ihrer Karriere.
Nach ihrem vierten Platz über 1500 m bei den Leichtathletik-Hallenweltmeisterschaften 2003 in Birmingham gelangen ihr auf internationaler Ebene keine weiteren herausragenden Resultate mehr.
Natalja Gorelowa hatte bei einer Körpergröße von 1,73 m ein Wettkampfgewicht von 56 kg.

## Bestleistungen
- 800 m: 1:57,90 min, 24. August 1999, Sevilla
- 1500 m: 3:59,70 min, 20. Juli 2001, Monaco